# Historisches Museum der Universität Lund
Das Historische Museum der Universität Lund (schwedisch: Lunds Universitets Historiska Museet) ist ein Museum für regionale Geschichte und Archäologie in der südschwedischen Provinz Schonen und befindet sich in unmittelbarer Nachbarschaft der mittelalterlichen Domkirche in der historischen Altstadt der Universitätsstadt Lund.

## Geschichte
Im Jahr 1735 schenkte der Arzt Kilian Stobæus seine Sammlung von naturkundlichen Gegenständen und Kuriositäten der Universität Lund, dabei waren Tiere aller Art, Gastropoden, Insekten, geologische, ethnografische und archäologische Objekte. Nach seinem Tod kaufte die Universität auch seine Münzsammlung.
Im Jahr 1805 war die Sammlung so groß geworden, dass beschlossen wurde, sie aufzuteilen: Die naturhistorische Sammlung ging in das Zoologische und in das Botanische Museum der Stadt Lund, während die archäologischen Funde und ethnografischen Objekte den Grundstock für das heutige historische Museum bildeten. Teile der historischen Sammlung Stobæus’ sind jetzt im Kuriositätenkabinett des Museums ausgestellt.
Das Museum ist im Laufe der Zeit durch zahlreiche Objekte gewachsen, die bei archäologischen Ausgrabungen in der Region entdeckt wurden. Wegen der laufenden Erweiterung seiner Sammlungen wurde es mehrmals verlegt und zog schließlich 1918 in das heutige Gebäude um.

## Museumsgebäude
Das Gebäude wurde zwischen 1840 und 1845 als Bischofshaus nach Zeichnungen von Professor Axel Nyström erbaut und von der Architektur Karl Friedrich Schinkels beeinflusst.
1848 tauschte die Kirche das Haus mit der Universität gegen ein anderes Gebäude und die zoologischen, chemischen und physikalischen Abteilungen der Universität zogen ein. In den Jahren 1886–1916 wurde das Gebäude nur von der zoologischen Abteilung verwaltet und war damals als Zoologisches Museum bekannt. 1917 wurde das Gebäude unter der Leitung des Domarchitekten Theodor Wåhlin umfassend renoviert. Der Direktor des Museums war zu dieser Zeit Otto Rydbeck. Dank der guten Zusammenarbeit zwischen Rydbeck und Wåhlin wurde das Museum bei seiner Eröffnung im Jahr 1918 zu einem der modernsten seiner Zeit.
Im Dezember 2005 wurde der Haupteingang zum Kraftplatz restauriert. Das Gebäude ist seit 1994 ein Staatsdenkmal und wird von der schwedischen Immobilienagentur verwaltet. 2018 – im selben Jahr, in dem das Historische Museum sein erstes Jahrhundert im Haus feierte – wurde ein neuer, klarer Eingang aus Glas gebaut. Gleichzeitig wurde der Eingang wieder aufgebaut und erhielt eine neue Rezeption, ein Geschäft und eine neue Bildungswerkstatt für Kinder.

## Die Sammlungen des Museums

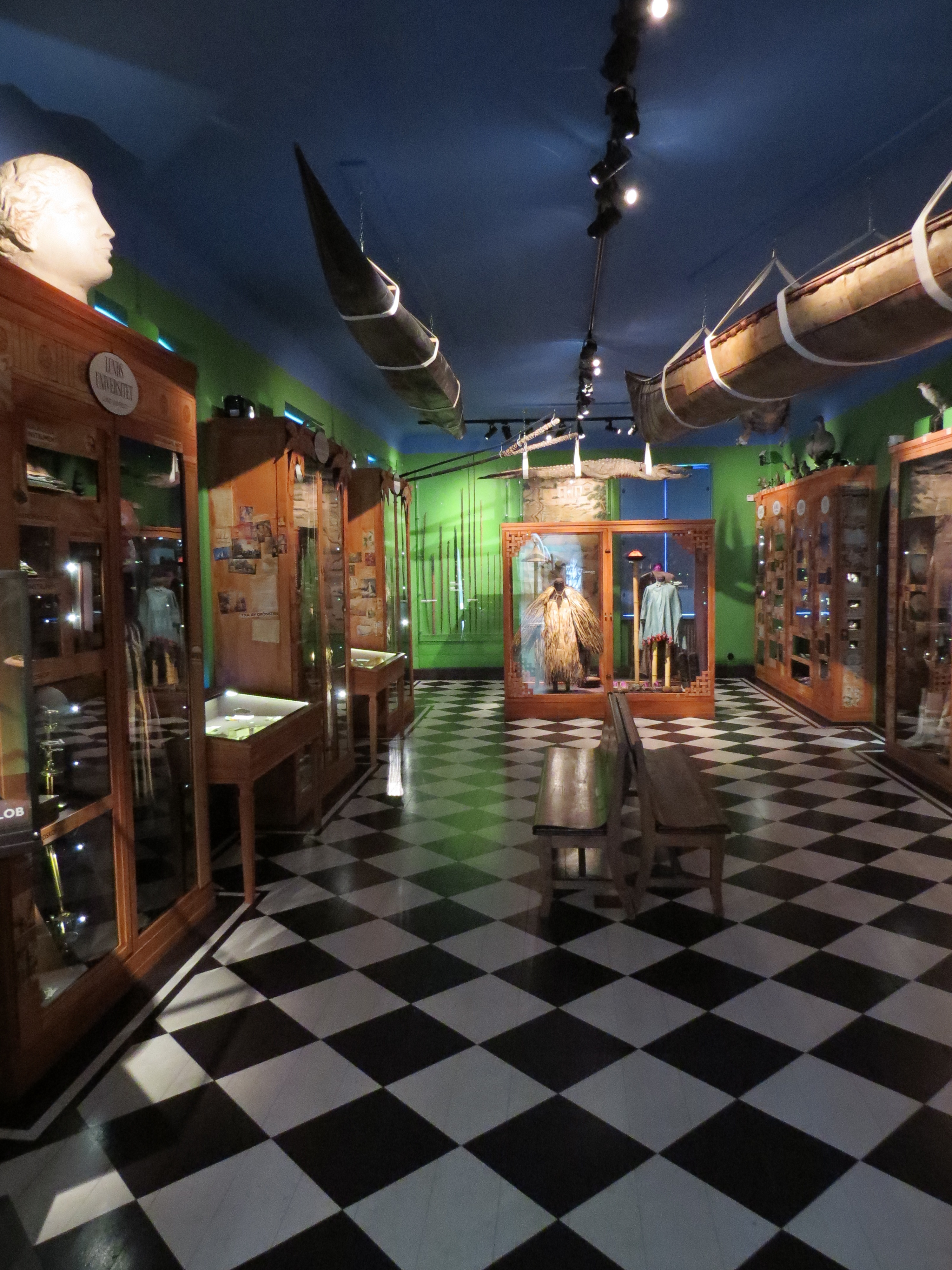
Aus der Sammlung des Museums

Die Sammlungen des Historischen Museums enthalten mehr als 10 Millionen Objekte von der Altsteinzeit bis zur frühen Neuzeit, darunter Funde aus der eisenzeitlichen Siedlung Uppåkra. Die Aufgabe des Museums umfasst die Pflege von archäologischem Material, älterer Kirchenkunst und Münzfunden aus ganz Schonen, mit Ausnahme des mittelalterlichen Stadtgebiets von Lund und der Gemeinde Malmö.
Im Jahr 2008 übernahm das Museum auch die Sammlung des Antiquitätenmuseums der Universität Lund.

## Peder Winstrups Mumie
Peder Winstrup war der letzte dänische und erste schwedische Bischof in Lund. Er war auch der Initiator der Gründung einer Universität in der Stadt. Nach seinem Tod 1679 wurde er in der Krypta des Doms beerdigt, aber im Jahr 2013 entschied die Domgemeinde, dass die Leiche auf dem Friedhof umgebettet werden sollte. Das Historische Museum ergriff die Initiative, eine interdisziplinäre wissenschaftliche Untersuchung der Überreste von Winstrup durchzuführen.

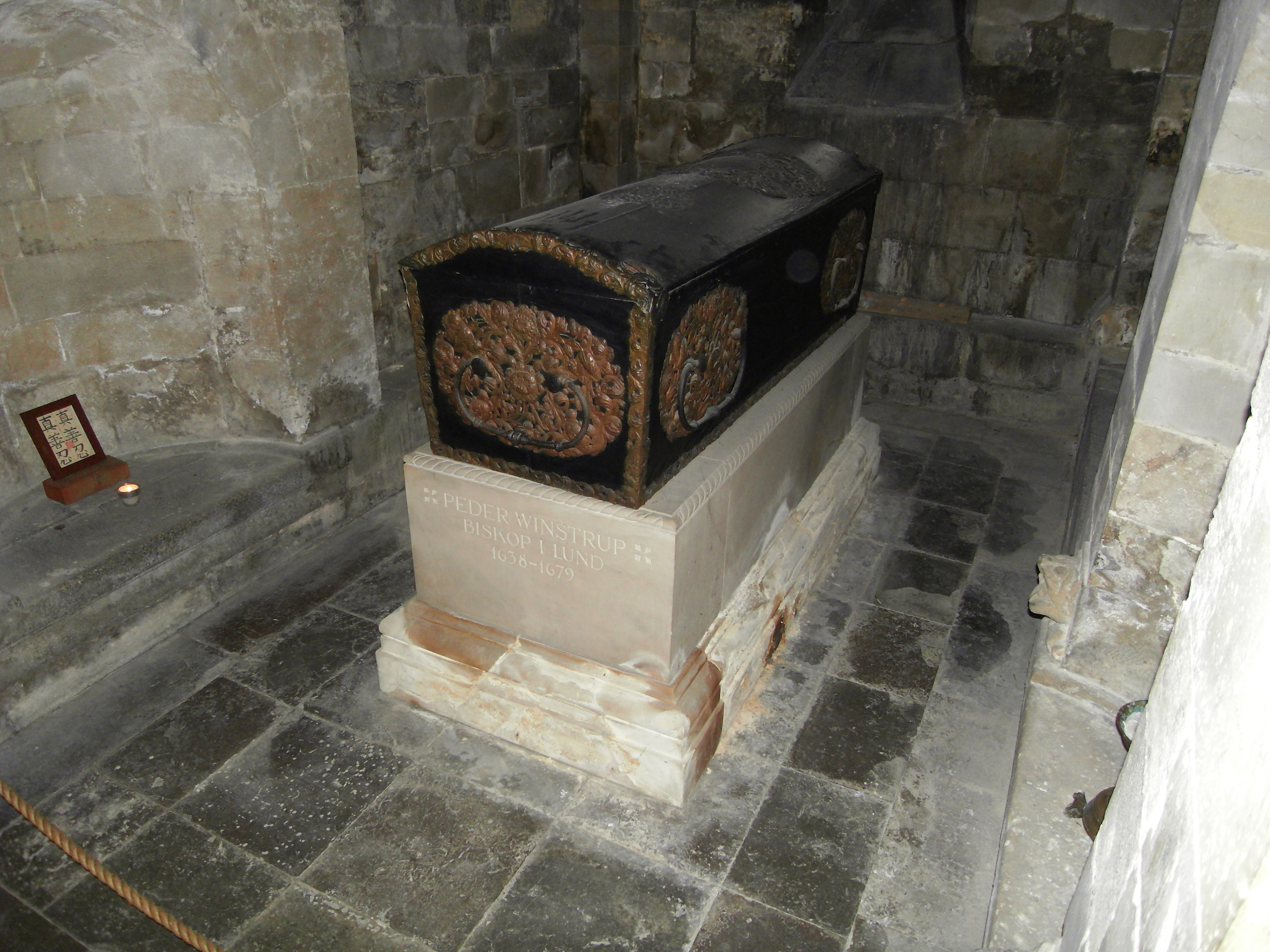
Peder Winstrups Sarg im Dom zu Lund

Im November 2013 wurde der Sarg in der Krypta geöffnet und festgestellt, dass Winstrups Körper sehr gut erhalten war. Im Dezember 2014 wurde am Universitätskrankenhaus Lund ein CT-Scan durchgeführt. Eine sensationelle Entdeckung war, dass sich die inneren Organe als erhalten erwiesen. Der Körper wurde luftgetrocknet – ein natürlicher Mumifizierungsprozess.
Zum Erstaunen der Experten befand sich im Sarg noch die Leiche eines wenige Monate alten Fötus. Ein Vergleich der Gene des totgeborenen Jungen und des verstorbenen Bischofs erbrachte eine Übereinstimmung von 25 Prozent. Nach den beteiligten Forschern ging die Verwandtschaft über die Linie des Vaters, weshalb sie eine Beziehung Großvater zu Enkel für wahrscheinlich halten.
Winstrups Mumie ist einer der am besten erhaltenen Körper aus dem Europa des 17. Jahrhunderts. Seine sterblichen Überreste sind ein einzigartiges medizinhistorisches Archiv für die Kenntnis der Lebensbedingungen und der Gesundheit des Menschen aus dem 17. Jahrhundert und liefern nun beispielsweise Einblicke in den Ursprung der Tuberkulose, an der auch der Bischof vermutlich erkrankt war.
In einer Studie präsentierten am 14. August 2020 Forscher des Max-Planck-Instituts für Menschheitsgeschichte, der Universität Lund und dem schwedischen naturhistorischen Museum in Stockholm ein aus dem Lungengewebe Winstrups durch DNA-Analyse gewonnenes Mycobacterium-tuberculosis-Genom bislang höchster Qualität, das einen jüngeren – nämlich jungsteinzeitlichen – Ursprung des Bakteriums im Menschen nahelegt, als bislang angenommen.